# Æthelwig
Vous lisez un « bon article » labellisé en 2022.
Æthelwig est un prélat anglais mort en 1077 ou en 1078. Il est abbé d'Evesham, dans le Worcestershire, de 1058 à sa mort.
Réputé pour ses compétences juridiques, il est chargé de gérer les domaines de l'abbaye d'Evesham, ainsi que ceux de l'évêque de Worcester Ealdred. Après son élection à la tête de l'abbaye, il sert d'adjoint à Ealdred et son nom est évoqué pour reprendre le siège de Worcester, lorsque Ealdred est élu archevêque d'York. En tant qu'abbé, il s'efforce de recouvrer des terres perdues par Evesham et d'en acquérir de nouvelles.
Après la conquête normande de l'Angleterre, Æthelwig fait partie des rares Anglais auxquels le nouveau roi Guillaume le Conquérant accorde sa confiance. Il se voit confier des pouvoirs importants dans l'ouest du pays et accueille des réfugiés de la dévastation du Nord de l'Angleterre en 1069-1070. Il reste fidèle à Guillaume lors de la révolte des comtes de 1075.
La vie d'Æthelwig est principalement connue grâce à une Vita rédigée après sa mort, qui a servi de source au Chronicon Abbatiae de Evesham, une histoire de l'abbaye d'Evesham compilée au XIIIe siècle.

## Biographie

### Sous Édouard le Confesseur
Æthelwig est vraisemblablement né dans la première moitié des années 1010. Fils d'un thegn du Worcestershire nommé Ordwig, il entre dans les ordres à une date inconnue comme moine à l'abbaye d'Evesham. Il en devient le prieur sous l'abbatiat de Mannig (1044-1058) et sa connaissance du droit lui vaut la confiance de ses supérieurs, dont l'évêque de Worcester Ealdred. Il assure pendant un certain temps la gestion du diocèse de Worcester au nom d'Ealdred, peut-être à l'occasion du voyage de l'évêque en Germanie en 1054,.
Frappé de paralysie, l'abbé Mannig est contraint d'abandonner sa charge en 1058 et Æthelwig est élu pour lui succéder. Ealdred, qui est l'évêque diocésain d'Evesham, lui accorde sa bénédiction le 23 avril 1058. D'après le Chronicon Abbatiae de Evesham, c'est Mannig qui aurait suggéré au roi Édouard le Confesseur de choisir Æthelwig pour lui succéder, mais d'autres sources affirment que l'idée vient d'Ealdred,. Le Chronicon indique également que la cérémonie de bénédiction prend place à Gloucester, mais il se trompe en décrivant Ealdred comme étant archevêque.
Après l'élection d'Ealdred comme archevêque d'York en 1060, Æthelwig fait partie des candidats à sa succession à Worcester, mais ce siège épiscopal revient en fin de compte à Wulfstan. Celui-ci bénéficie du soutien des deux archevêques anglais, ainsi que des légats pontificaux alors en visite en Angleterre et de plusieurs barons laïcs,. Les talents de juriste d'Æthelwig lui permettent cependant de servir comme conseiller auprès du roi Édouard : il préside en une occasion une audience à la cour aux côtés de Wulfstan et du chancelier Regenbald.
Les relations entre Æthelwig et Wulfstan semblent avoir été tendues, même s'il est difficile de les décrire avec précision dans la mesure où le Chronicon Abbatiae de Evesham a été lourdement amendé pour éliminer les passages où les abbés d'Evesham apparaissent soumis aux évêques de Worcester. En tout cas, le premier est absent lorsque le second effectue son unique visite connue à Evesham en tant qu'évêque diocésain de l'abbaye. Leur éventuelle opposition n'est pas d'ordre privé, car Æthelwig n'hésite pas à faire appel à Wulfstan comme confesseur.
Sous le règne d'Édouard le Confesseur, Æthelwig s'efforce de récupérer plusieurs manoirs ayant appartenu à l'abbaye d'Evesham qui ne lui ont pas été rendus par leurs propriétaires temporaires. Il réussit à en recouvrer un certain nombre : une bonne partie de sa biographie dans le Chronicon Abbatiae de Evesham est consacrée à l'énumération de ces domaines, situés dans le Worcestershire, le Warwickshire et le Gloucestershire.

### Sous Guillaume le Conquérant
Après la conquête normande de l'Angleterre, Guillaume le Conquérant confie un certain nombre de tâches administratives à Æthelwig. L'abbé d'Evesham fait ainsi partie des rares Anglais à bénéficier de la confiance du nouveau roi, comme Ealdred et Wulfstan, quand bien même il est le neveu d'un homme mort en combattant pour Harold Godwinson, probablement à la bataille de Stamford Bridge. Il reçoit l'autorité judiciaire sur la Mercie, sans doute en 1068, et sert comme juge royal pour tout l'ouest de l'Angleterre en 1072. Lorsque l'abbé Godric de Winchcombe est déposé, son geôlier n'est autre qu'Æthelwig, qui assure également la direction de cette abbaye jusqu'à l'élection d'un nouvel abbé,. Pendant la révolte des comtes de 1075, Æthelwig reste fidèle au roi et joue même un rôle d'ordre militaire. Aux côtés de l'évêque Wulfstan et du shérif Ours d'Abbetot, il empêche le baron rebelle Roger de Breteuil de rallier ses alliés dans l'Est du pays,,.
Æthelwig continue à enrichir son abbaye après la conquête normande. À travers le remboursement d'emprunts, il acquiert ainsi entre 1066 et sa mort 31 manoirs pour le compte d'Evesham, ce qui porte son total d'acquisition à 51 propriétés. Plusieurs propriétaires terriens anglais se placent sous sa protection, ce qui donne lieu à des conflits de propriété après sa mort : 42 propriétés acquises par Æthelwig sont rendues à leur propriétaires après sa mort, à la suite d'une enquête menée par Odon de Bayeux,. Cet enrichissement, révélateur de la puissance et de l'influence d'Æthelwig durant la première décennie de l'Angleterre normande, s'accompagne d'un développement des effectifs : la communauté d'Evesham passe de 12 à 36 moines au cours de son abbatiat. Il garde une préférence pour l'architecture anglo-saxonne dans les embellissements qu'il apporte à l'abbaye, ignorant le style roman qui se répand alors en Angleterre.
Æthelwig met à profit sa connaissance du droit anglo-saxon pour son propre bénéfice, mais aussi pour celui des nouveaux prélats d'origine normande, comme l'archevêque Lanfranc de Cantorbéry ou l'abbé Serlon de Gloucester (en). Il assiste au concile de Winchester de 1072, qui tranche la querelle de primauté des archevêques anglais en faveur de celui de Cantorbéry, puis au concile de Londres (en) de 1075, réuni pour réorganiser l'Église anglaise.
Au-delà de ses tâches administratives et judiciaires, Æthelwig est réputé pour ses œuvres charitables : il vient en aide aux pauvres, aux malades et aux lépreux. Après la dévastation du Nord de l'Angleterre par Guillaume, en 1069-1070, il accueille des réfugiés, notamment des enfants, ayant fui les régions sinistrées. Le Chronicon Abbatiae de Evesham affirme que c'est sa nature charitable qui le pousse à leur venir en aide, mais il est possible que cela ait fait partie de ses devoirs de fonctionnaire royal.
Æthelwig souffre de la goutte, une maladie qui finit par causer son décès d'après le Chronicon Abbatiae de Evesham. Ce texte date la mort d'Æthelwig du 16 février 1077, mais il est ambigu sur la date à laquelle se produit le passage d'une année à la suivante, et la mort d'Æthelwig pourrait donc avoir eu lieu en réalité en 1078.

## Postérité
L'auteur du Cartulaire de Hemming, un recueil de chartes assemblé vers la fin du XIe siècle à la cathédrale de Worcester, décrit Æthelwig comme « d'une intelligence, d'une astuce et d'une connaissance du droit commun supérieures à tous ». Sa vie est principalement connue grâce au Chronicon Abbatiae de Evesham, une histoire de l'abbaye d'Evesham compilée au début du XIIIe siècle par Thomas de Marlborough (en) qui incorpore des éléments issus d'une biographie (Vita) d'Æthelwig. Certains indices stylistiques suggèrent que la transmission s'est faite par l'entremise d'une chronique intermédiaire aujourd'hui perdue. Pour servir son propos, qui est de démontrer l'indépendance judiciaire d'Evesham vis-à-vis des évêques de Worcester, Thomas de Marlborough procède à des modifications sur les textes qu'il utilise.
La date de rédaction de la Vita originale n'est pas certaine. R. R. Darlington estime qu'elle date de peu de temps après la mort d'Æthelwig, mais David Knowles préfère la situer vers 1100, envisageant la possibilité qu'elle soit l'œuvre du prieur Dominique d'Evesham (en). Antonia Gransden (en) s'accorde avec Darlington pour placer la rédaction de la Vita peu après 1077/1078. Il ne s'agit pas d'une hagiographie à proprement parler dans la mesure où elle n'attribue aucun miracle à Æthelwig. Elle ne décrit pas non plus en détail ses origines ou son élévation à l'abbatiat, mais consiste plutôt en une série de passages narratifs entrecoupés de chartes, avec une liste détaillée des manoirs acquis par Æthelwig pour le compte d'Evesham.